# 가라달
가라달(可邏達)는 고구려의 지방관직이다. 고구려는 7세기 전반 각 성을 대성(大城), 제성(諸城), 소성(小城), 성(城) 등으로 편제한 뒤 가라달 등의 지방관들을 파견했다고 한다.